# Римская Палестина
Римская Палестина — период в истории Палестины под контролем Римской республики (с 27 года до н. э. — Римской империи).

## История
Хронологические рамки периода составляют от 63 года до н. э. (вторжение Гнея Помпея Великого) по 395 год (раздел Римской империи на Западную и Восточную).

### Иудейское царство при Иродиадах
В течение некоторого времени на престоле Иудейского царства находились в качестве подданных Рима иудейские цари из династии Иродиадов. При Ироде Великом (ок. 37—4 года до н. э.) Иерусалим украсили многочисленные монументальные сооружения: например, был обновлен Храм.

### Римская провинция Иудея

#### До первого восстания
В 6 году н. э. на месте Иудейского царства была образована римская провинция Иудея. Резиденцией прокураторов провинции стал город Кесария. Провинция просуществовала под таким названием до 135 года, когда была переименована в Сирию Палестинскую.
Многие иудеи возмущались римскими порядками, и сформировалось тайное антиримское движение зилотов. В 66 году вспыхнуло весьма сильное восстание иудеев против господства Рима.
История евреев в Палестине окончилась разрушением Иерусалима и храма в 70 году. До нашего времени дошли убедительные археологические свидетельства разрушения Иерусалима римлянами в 70 году. Разрушения прослеживаются также в Кумране, где именно в это время в пещерах была спрятана библиотека членов секты, именуемая свитками Мертвого моря.

#### До второго восстания
Предстоящее сооружение на месте Иерусалима языческого города Aelia Capitolina вызвало восстание Бар-Кохбы, вспыхнувшее в 132 году и жестоко подавленное в 135 году императором Адрианом: города иудеев были разрушены, а множество жителей были убиты и проданы в рабство.
Адриан основал недоступную для иудеев Элию Капитолину. Ещё при Иерониме на месте древнего святая святых стояла его конная статуя.

## Религиозный аспект
Со времен Константина Великого Палестина стала украшаться церквами, её монастыри наполнились монахами и множество богомольцев со всех концов христианского мира стало стремиться к её святыням.
Завершающий период римской эпохи был ознаменован сохранением пережившей потрясения иудейской общины и постепенным усилением христианских групп, отделившихся от иудаизма в конце I века н. э.
В то время Палестина приобрела известность как выдающийся центр религиозной учености. Около 200 года Иудой га-Наси и другими богословами была составлена Мишна — свод правил и установлений иудаизма. В Кесарии в первой половине III века жил Ориген — величайший представитель греческой христианской учености того времени. В Вифлееме в конце IV — начале V века жил Иероним — крупнейший латинский христианский автор своей эпохи.
Иерусалимская епископия была первой по времени своего основания. Позднее, на IV вселенском соборе в Халкидоне (451) она была возведена в достоинство патриархии.

## Административно-территориальное деление
В V веке стало общеупотребительным римское официальное деление Палестины на Prima (Иудея и Самария), Secunda (область Верхнего Иордана и Генисаретского озера) и Tertia (Идумея и Моав).

## Историография
- Иосиф Флавий «Иудейская война».
- Публий Корнелий Тацит. «История».